# Masarbonès
Masarbonès es una localidad española del municipio de Masllorenç, perteneciente a la provincia de Tarragona, en la comunidad autónoma de Cataluña.

## Toponimia
El nombre del lugar puede encontrarse mencionado con las variantes Mas de Arbones, Masarbones y Masarbonès.

## Historia
A mediados del siglo XIX, la aldea, ya por entonces perteneciente a Mas Llorens, tenía contabilizada una población de 106 habitantes. Aparece descrita en el decimoprimer volumen del Diccionario geográfico-estadístico-histórico de España y sus posesiones de Ultramar de Pascual Madoz de la siguiente manera:

MAS DE ARBONES ó MASARBONES: ald. en la prov. de Tarragona (6 horas), part. jud. de Vendrell (3), aud. terr., c. g. y dióc. de Barcelona (16), ayunt. de Mas Llorens (1/2): sit. en una altura, con buena ventilacion y clima sano; las enfermedades que se padecen mas comunmente son de caracter inflamatorio. Tiene 20 casas diseminadas; una igl. parr. (San Bartolomé) aneja de la de Mas Llorens, y un cementerio contiguo á ella. El term. confina N. Rodoná; E. su cap. de ayunt.; S. Bisbal, y O. Bonastre. El terreno es de secano y mala calidad; la parte montuosa está poblada de pinos y mata baja; le cruzan varios caminos locales, escabrosos y en mal estado. prod.: trigo mezcladizo, centeno, aceite, vino y legumbres; cria algun ganado de cerda, y caza de conejos, perdices y liebres. ind.: una fábrica de aguardiente en decadencia. comercio: esportacion de vino, é importacion de efectos coloniales. pobl.: 15 vec., 106 alm. cap. prod.: 606,733. imp.: 18,201.
(Madoz, 1848, p. 277)

En 2023 tanto la entidad de singular como el núcleo de población de Masarbonès tenían empadronados 29 habitantes.